# Témiscouata
A Regionalidade Municipal do Condado de Témiscouata está situada na região de Bas-Saint-Laurent na província canadense de Quebec. Com uma área de quase quatro mil quilómetros quadrados, tem, segundo o censo de 2006, uma população de cerca de 21 mil pessoas sendo comandada pela cidade de Notre-Dame-du-Lac. Ela é composta por 20 municipalidades: 4 cidades, 12 municípios e 4 freguesias.

## Municipalidades

### Cidades
- Cabano
- Dégelis
- Notre-Dame-du-Lac
- Pohénégamook

### Municípios
- Auclair
- Biencourt
- Lac-des-Aigles
- Lejeune
- Rivière-Bleue
- Saint-Athanase
- Saint-Elzéar-de-Témiscouata
- Saint-Honoré-de-Témiscouata
- Saint-Jean-de-la-Lande
- Saint-Juste-du-Lac
- Saint-Pierre-de-Lamy
- Packington

### Freguesias
- Saint-Eusèbe
- Saint-Louis-du-Ha! Ha!
- Saint-Marc-du-Lac-Long
- Saint-Michel-du-Squatec